# Maciej Pach
Maciej Artur Pach – polski leśnik, doktor habilitowany nauk rolniczych, profesor na Uniwersytecie Rolniczym im. Hugona Kołłątaja w Krakowie, specjalista od hodowli lasu.

## Kariera naukowa
W 1990 roku na Uniwersytecie Rolniczym im. Hugona Kołłątaja w Krakowie uzyskał tytuł magistra inżyniera w zakresie leśnictwa. W 1991 roku został zatrudniony na tejże uczelni, a w 2001 na jej Wydziale Leśnym  uzyskał stopień doktora nauk rolniczych w zakresie leśnictwa na podstawie rozprawy pt. Ocena wpływu spałowania powodowanego przez jeleniowate na wybrane cechy ilościowe i jakościowe jodły w fazie podrostu i żerdziowiny na terenie Leśnego Zakładu Doświadczalnego w Krynicy, której promotorem był Andrzej Jaworski. W 2016 roku tem sam wydział nadał mu stopień doktora habilitowanego nauk rolniczych w dyscyplinie leśnictwa na podstawie pracy pt. Modelowanie przyrostu pierśnicowego pola przekroju jodły w młodych i średniowiekowych drzewostanach jodłowych z udziałem buka i świerka na terenie polskiej części Karpat.